# اریک وکسر
اریک وکسر (انگلیسی: Erik Wekesser؛ زادهٔ ۳ ژوئیهٔ ۱۹۹۷) بازیکن فوتبال است.
از باشگاه‌هایی که در آن بازی کرده‌است می‌توان به باشگاه فوتبال کایزرسلاوترن اشاره کرد.